# Aedes sangiti
Aedes sangiti är en tvåvingeart som beskrevs av Girhe och Sathe 2001. Aedes sangiti ingår i släktet Aedes och familjen stickmyggor.
Artens utbredningsområde är Maharashtra (Indien). Inga underarter finns listade i Catalogue of Life.